# Gonolobus riparius
Gonolobus riparius är en oleanderväxtart som beskrevs av Carl Sigismund Kunth. Gonolobus riparius ingår i släktet Gonolobus och familjen oleanderväxter. Inga underarter finns listade i Catalogue of Life.